# Toon van Helfteren
Anton van Helfteren, detto Toon (Tilburg, 20 febbraio 1951), è un ex cestista e allenatore di pallacanestro olandese.

## Carriera
Con i Paesi Bassi ha disputato tre edizioni dei Campionati europei (1975, 1979, 1987).
Da allenatore ha guidato i Paesi Bassi ai Campionati europei del 2015.

## Palmarès

### Giocatore
- Campionato olandese: 1

Punch Delft: 1974-75
- Coppa d'Olanda: 1

Punch Delft: 1974

### Allenatore
- Campionato olandese: 2

Leida: 2010-11, 2012-13
- Coppa d'Olanda: 4

DAS Delft: 1991
Virtus Werkendam: 2001
Leida: 2010, 2012
- Supercoppa d'Olanda: 2

Leida: 2011, 2012